# Lake Kimihia
Der Lake Kimihia ist ein See in der Region Waikato auf der Nordinsel von Neuseeland.

## Geographie
Der rund 44 Hektar große und flache Lake Kimihia befindet sich rund 4 km nordöstlich des Stadtzentrums von Huntly und westlich der Taupiti Range. Bei einer Nordwest-Südost-Ausrichtung erstreckt sich der See über eine Länge von rund 1,1 km und misst an seiner breitesten Stelle rund 440 m. Der Umfang des Sees bemisst sich auf rund 3,5 km.
Gespeist wird der See durch mehrere kleinere Bäche, die ihre Wässer von Süden bis Osten aus der Taupiti Range zutragen. Ein Wasserablauf, wenn überhaupt, kann über eine kleine Rinne im Nordwesten des Sees stattfinden.

## Geschichte
Der Lake Kimihia hatte ursprünglich eine Größe von rund 318 Hektar, doch der Kohletagebau in der Gegend zog mehr und mehr Grundwasser ab, sodass der See im westlichen Teil austrocknete, nach Osten auf eine Größe von rund 44 Hektar schrumpfte und in trockenen Sommer sogar dieser Teil austrocknete. Da der See auch eine große Bedeutung für die Māori-Stämme der Ngāti Naho, Ngāti Mahuta und Ngāti Whāwhākia hat, entschied man im Waikato Regional Council das Gewässer durch Restauration möglichst zu erhalten. Die Restauration begann im Jahr 2022, wozu die Tiefe des Sees durch Wasseranstieg erhöht wurde, knapp 30.000 neue Pflanzen angesiedelt, und in Teilen Schutzzäune erstellt wurden.